# المجر في الألعاب الأولمبية الصيفية 2012
المجر أو هنغاريا شاركت في الألعاب الأولمبية الصيفية 2012 في لندن، المملكة المتحدة من 27 يوليو إلى 12 أغسطس 2012 ب 159 رياضي يتنافسون في 18 نوع رياضي

## الفائزون بالميداليات

### الميداليات الذهبية
| النوع الرياضي     | الفئة                    | اسم العداء | التاريخ  |
| ----------------- | ------------------------ | ---------- | -------- |
| 8 ميدالية ذهبية   |                          |            |          |
| مبارزة بالسيف     | فردي سيف - رجال          |            | 29 يوليو |
| السباحة           | 200 متر سباحة حرة - رجال |            | 1 أغسطس  |
| الفني             | بومل هورس - رجال         |            | 5 أغسطس  |
| ألعاب القوى       | رمي المطرقة - رجال       |            | 5 أغسطس  |
| في المياه الهادئة | زوجي 200 متر ك-2 - رجال  |            | 8 أغسطس  |
| في المياه الهادئة | جماعي 500 متر ك-4 - نساء |            | 8 أغسطس  |
| في المياه الهادئة | فردي 500 متر ك-1 - نساء  |            | 9 أغسطس  |
| السباحة           | ماراثون 10 كم - نساء     |            | 9 أغسطس  |

### الميداليات الفضية
| النوع الرياضي     | الفئة                      | اسم العداء | التاريخ  |
| ----------------- | -------------------------- | ---------- | -------- |
| 4 ميداليات فضية   |                            |            |          |
| الجودو            | 66كغ - رجال                |            | 29 يوليو |
| المصارعة          | 66كغ مصلرعة رومانية - رجال |            | 07 إغسطس |
| في المياه الهادئة | 400 متر ك-4 - رجال         |            | 09 إغسطس |
| في المياه الهادئة | 500 متر ك-2 - نساء         |            | 09 إغسطس |

### الميداليات البرونزية
| النوع الرياضي      | الفئة                       | اسم العداء | التاريخ  |
| ------------------ | --------------------------- | ---------- | -------- |
| 5 ميداليات برونزية |                             |            |          |
| الجودو             | 48 كغ نساء                  |            | 28 يوليو |
| السباحة            | 200 متر أربع سباحات - رجال  |            | 02 أغسطس |
| المصارعة           | 55 كغ مصارعة رومانية - رجال |            | 05 أغسطس |
| في المياه الهادئة  | 200 متر ك-1 - نساء          |            | 11 أغسطس |
| الخماسي الحديث     | رجال                        |            | 11 أغسطس |